# Chance Vought F4U Corsair

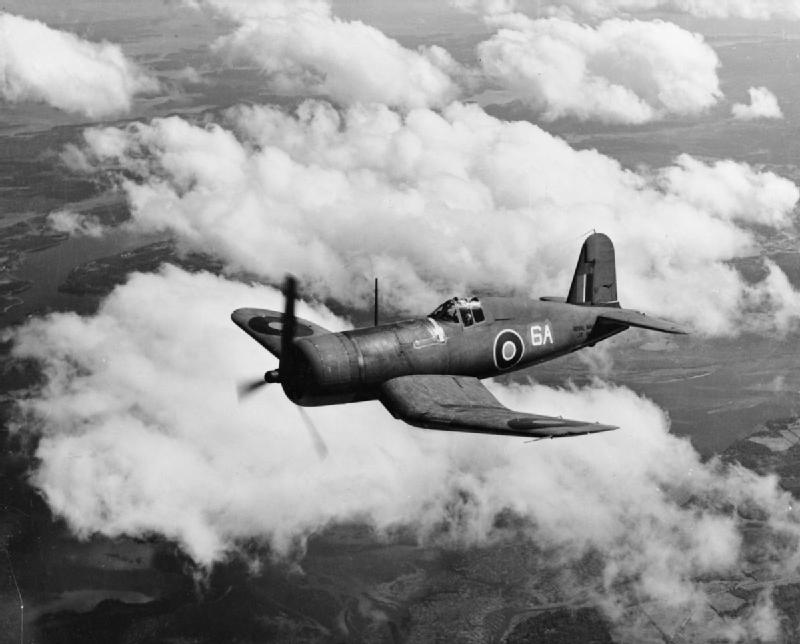
Un Corsair Mk.I de la Marina Real Británica durante una misión de entrenamiento.

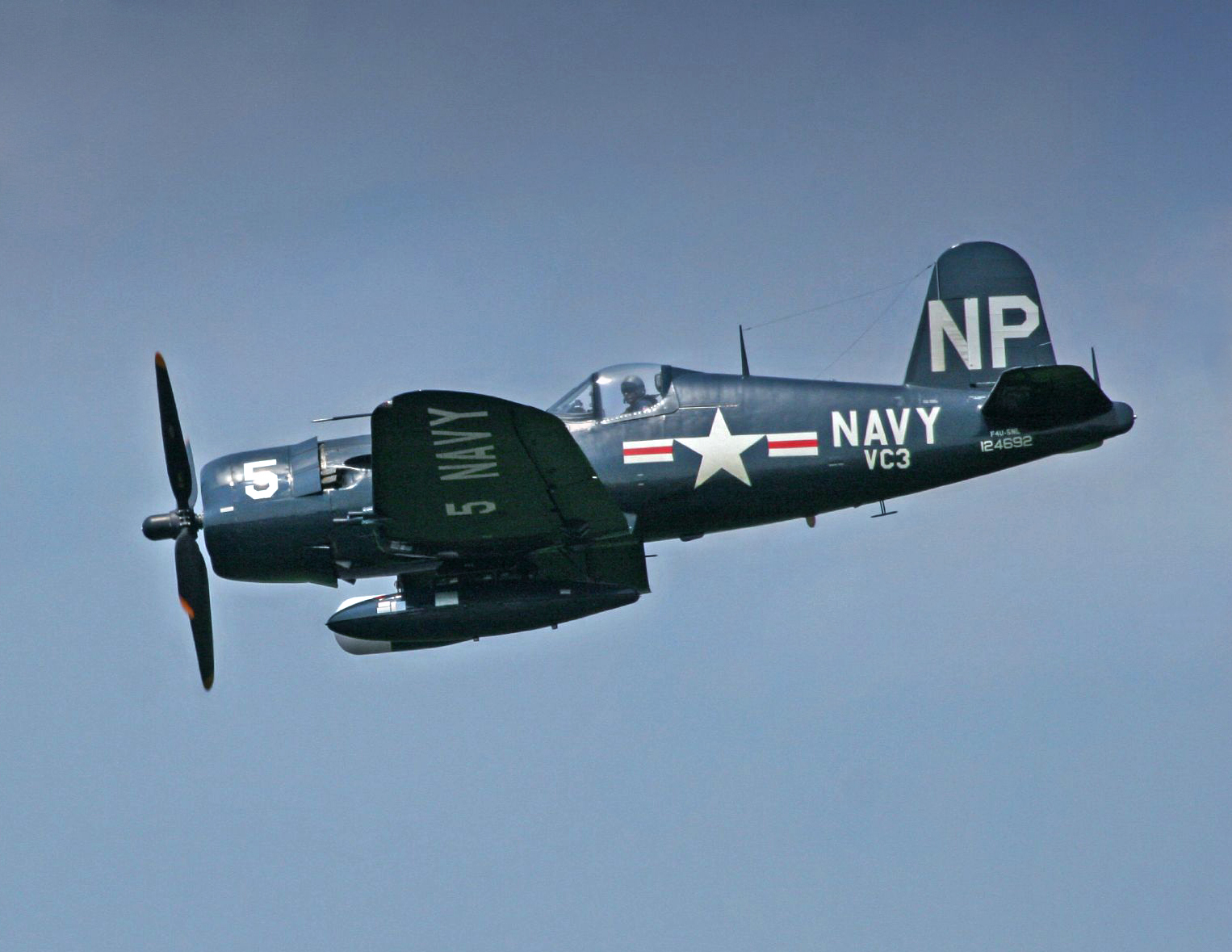
Un F4U-5NL de la Armada de los Estados Unidos en el Geneseo Airshow, con un radar de interceptación aérea (ala derecha) y depósito de combustible externo, el 9 de julio de 2006.

El Chance Vought F4U Corsair ("corsario" en inglés) fue un avión de caza embarcado, que estuvo en servicio principalmente durante la Segunda Guerra Mundial y la Guerra de Corea. La demanda del avión pronto sobrepasó la capacidad de producción de la compañía Vought, por lo que también fue producido por  Goodyear y Brewster: los Corsair de Goodyear fueron designados FG y los de Brewster F3A. Desde la entrega del primer prototipo a la Armada de los Estados Unidos en 1940, hasta la última entrega realizada en 1953 a Francia, Vought produjo 12 571 aviones F4U Corsair, en 16 modelos distintos, siendo el caza con motor de explosión producido durante más tiempo en la historia de los Estados Unidos (1942–1953).
El Corsair sirvió en la Armada de los Estados Unidos, en el Cuerpo de Marines de los Estados Unidos, en el Arma Aérea de la Flota de la Marina Real británica, en la Real Fuerza Aérea de Nueva Zelanda, en la Aéronavale de la Marina Nacional de Francia, así como en otras fuerzas aéreas de menor tamaño, hasta los años 1960. Los ejemplares que prestaban servicio en el Reino Unido fueron los primeros en demostrar las excelentes posibilidades de este diseño. A partir de abril de 1944, la Armada de los Estados Unidos lo utilizó en el Pacífico, convirtiéndose rápidamente en el caza embarcado más capaz de la Segunda Guerra Mundial, y algunos pilotos japoneses lo consideraron el caza estadounidense más formidable de dicha guerra. Con la Armada estadounidense, el F4U Corsair obtuvo 2140 victorias sobre los aparatos japoneses, con una contrapartida de solo 189 aparatos propios perdidos, logrando una proporción de victorias de 11:1.
Además de ser un caza sobresaliente, el Corsair resultó ser un excelente cazabombardero, sirviendo casi exclusivamente en este último papel durante la Guerra de Corea y las guerras coloniales francesas en Indochina y Argelia.

## Diseño y desarrollo

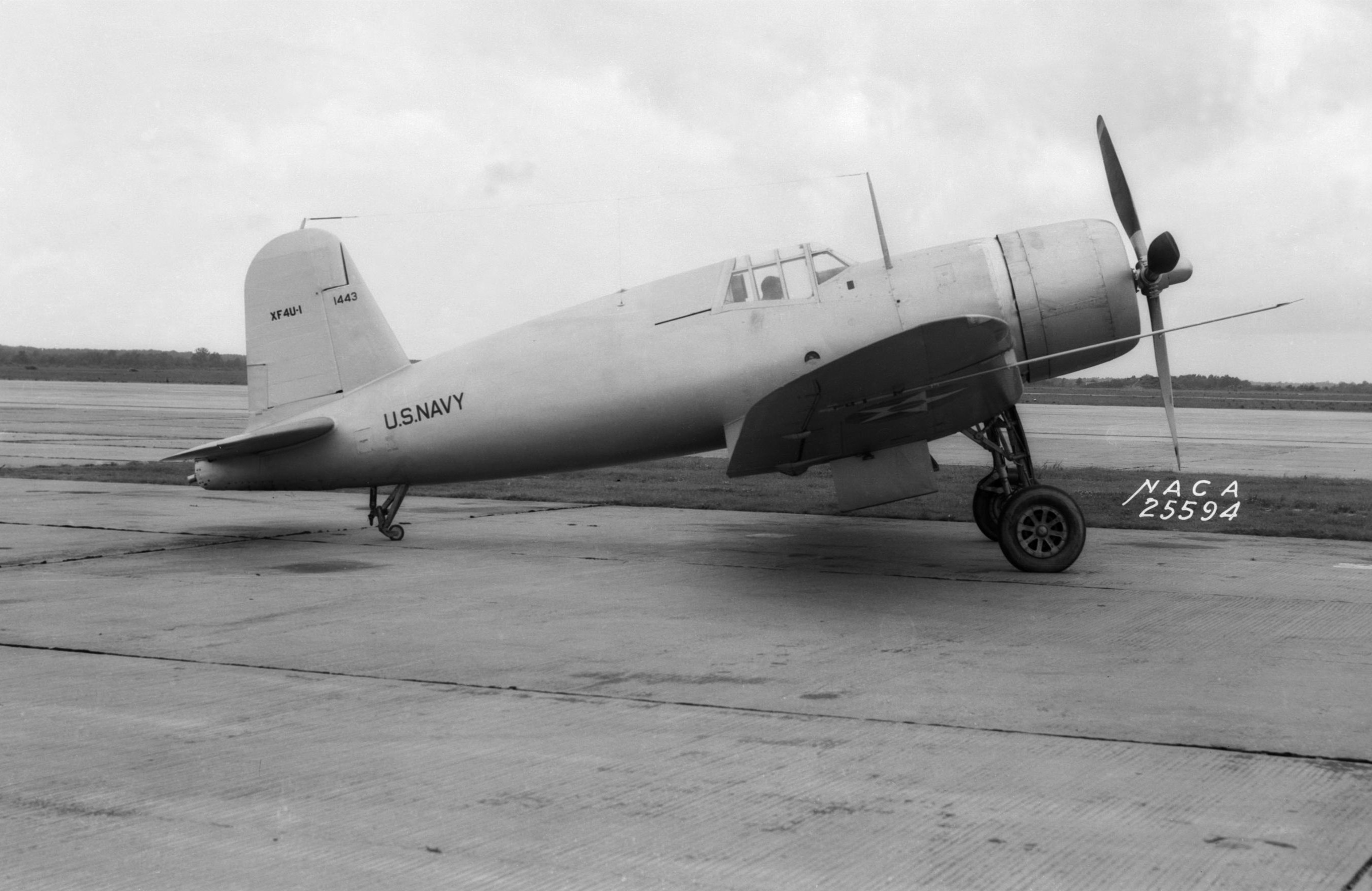
El prototipo XF4U-1 en 1940/1941.

El diseño del Corsair comenzó en febrero de 1938. La Armada buscaba un nuevo caza embarcado de altas prestaciones para sustituir a los Brewster F2A Buffalo y los Grumman F4F Wildcat, los más rápidos monoplanos de la US Navy, con motores entre los 900 y los 1000 hp de potencia. La Armada esperaba que los nuevos diseños de 1938 utilizaran los motores Cyclone o Twin Wasp de 1200 hp, pero Pratt & Whitney estaba desarrollado un motor más potente, el XR-2800 Double Wasp, que proporcionaba 1850 hp, y con posteriores perfeccionamientos iba a llegar a los 2000 hp. Pratt & Whitney era una de las compañías de la United Aircraft Corporation (UAC) de Connecticut. Otra compañía UAC era la Vought-Sikorsky Aircraft, formada por la inverosímil unión de dos miembros muy diferentes (de hecho se separarían en enero de 1943, dedicándose Sikorsky Aircraft a fabricar helicópteros y Chance Vought Aircraft a volcar todos sus esfuerzos en el F4U).
Rex Beisel, ingeniero jefe de la Vought-Sikorsky, propuso a la Armada un caza propulsado por el nuevo motor R-2800; su propuesta identificada inicialmente por la compañía como V-166B fue aceptada en junio de 1938. El prototipo XF4U-1, encargado el 30 de junio de 1938 progresó rápidamente; en febrero de 1939 se aprobó la inspección de la maqueta, y el 29 de mayo de 1940 tuvo lugar el primer vuelo. Con un peso en vacío de 3365 kg, el nuevo avión, comparado con la mayoría de los cazas de la Segunda Guerra Mundial, era un monstruo. El motor radial de 18 cilindros era el de mayor tamaño y potencia instalado hasta entonces en un caza, y propulsaba una hélice Hamilton Standard (otra compañía UAC) de un diámetro de 4,04 m, la más grande con amplia diferencia utilizada por un caza. En parte, la conformación de las alas en diedro negativo o "gaviota invertida", se debió a la necesidad de situar esa hélice a mayor distancia del suelo. Así el tren de aterrizaje podía ser lo bastante corto para plegarse hacia atrás, girando la rueda 90° para alojarse justo en el ángulo del ala, delante de los anchos flaps.
El ala era lo suficientemente ancha para los lentos apontajes, y proporcionaba una excelente maniobrabilidad. No menos de 1046 l de combustible podían cargarse en los novedosos depósitos integrales, formados por compartimientos estancos alares. En las secciones externas del ala había afustes para 20 pequeñas bombas antiaéreas, orientables mediante un panel de puntería en la panza. En la parte superior del fuselaje iban instaladas dos ametralladoras sincronizadas de 7,62 mm, más otras dos de 12,7 mm en las secciones externas de los planos. La estructura del nuevo caza era extraordinariamente fuerte; el fuselaje tenía un revestimiento especialmente grueso, unido, al igual que la parte frontal del ala, mediante un nuevo sistema de soldadura por puntos. Sin embargo, del larguero principal hacia atrás, el ala y las superficies de control tenían cubierta textil. Las prestaciones fueron incluso mejores de lo esperado, pero en el quinto vuelo, el prototipo entró con los depósitos casi vacíos en una zona tormentosa. El piloto decidió aterrizar en el campo de golf de Norwich, pero la pesada máquina patinó en la resbaladiza hierba húmeda, se precipitó contra unos árboles y volcó, quedando semidestrozada. El XF4U-1 resultó ser tan fuerte que pudo ser reparado, pero se perdieron varios meses.
Desde septiembre de 1940 se evaluaron diferentes prestaciones de vuelo, y el 1 de octubre se registró una velocidad real de 652 km/h en vuelo horizontal, superior a la de cualquier otro caza en el mundo.
Una de las consecuencias más importantes de este registro fue que Pratt & Whitney consiguió el permiso del Cuerpo Aéreo del Ejército para abandonar su largo y costoso programa de motores en línea refrigerados por líquido. Después de todo, decía el fabricante de motores: "¿Qué puede ofrecer ese futuro motor que no dé ya el R-2800 al Corsair?".
Pero todavía el XF4U tenía que recorrer un largo camino. Después de muchas discusiones, el armamento se hizo radicalmente distinto. Se eliminaron las ametralladoras del fuselaje y se añadieron cuatro ametralladoras extras de 12,7 mm, hasta alcanzar un total de seis, en las secciones externas de las alas. Se suprimieron las bombas y el panel de puntería. Desgraciadamente, el pesado armamento hizo imposible la utilización de los depósitos integrales de borde de ataque, y se tomó la decisión, sin duda poco acertada, de colocar todo el combustible en un amplio depósito de fuselaje (896 l). A su vez, esto hizo necesario colocar la cabina 81 cm más atrás, lo que empeoró el campo de visión frontal. Hubo otros muchos cambios, como el incremento de tamaño de los alerones para conseguir un alabeo más rápido, y la adopción de flaps ranurados tipo NACA. Se añadieron blindajes, parabrisas antibalas, depósitos de combustible protegidos y autosellantes, y equipo IFF (identificación automática amigo/enemigo por radio), y se mejoró aún más la instalación del motor con escapes del tipo "empuje a reacción" y una eficiente toma de aire para el carburador y los radiadores de aceite, por toma dinámica de presión, en el borde de ataque; finalmente, se añadieron mecanismos para el plegado de las alas y un gancho de apontaje en la cola. Las demostraciones finales tuvieron lugar a principios de 1941. El primer F4U-1 voló un año más tarde y fue entregado a la Armada el 31 de julio de 1942, un día después de que su rival el Grumman F6F Hellcat, ejecutase su primer vuelo con un motor idéntico.
Sin embargo, mientras el F6F entró rápidamente en servicio a bordo de los portaaviones de la Armada, se encontraron muchos puntos críticos en el potencialmente mejor F4U-1. Su comportamiento en pérdida era peligroso, y se añadió finalmente una tira de metal de arista afilada en el borde de ataque de la sección externa del ala derecha para igualar su entrada en pérdida con la izquierda. Una repentina oscilación cerca del punto de apontaje (apodada "coz de timón") se corrigió haciendo más larga la pata de la rueda de cola, pero esto impidió utilizar la sustentación total del ala y aterrizar más lentamente. Un problema especialmente insidioso en una cubierta de vuelo era la seria tendencia a rebotar. La suma de todos estos factores hizo que el F4U no fuera aceptado como caza embarcado, y los primeros lotes se entregaron a unidades de la Infantería de Marina. Estos escuadrones operaron desde los aeródromos improvisados en las islas del Pacífico. Hacia finales de 1943 todo el mundo, incluyendo los japoneses por supuesto, sabía que el F4U era el mejor caza de Pacífico; pruebas subsiguientes efectuadas en Estados Unidos mostraron que probablemente era el mejor de cualquier sitio.

### Ritmo de fabricación

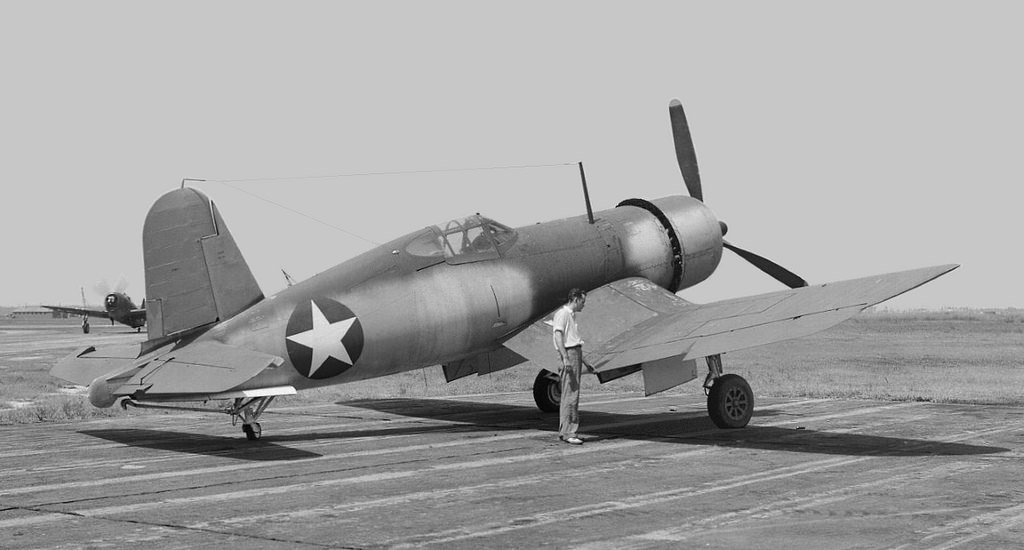
Uno de los primeros F4U-1.

La producción aumentó de ritmo progresivamente; aunque en 1942 solo se construyeron 178 ejemplares, el total para 1943 fue de 2294, de los que 378 fueron FG-1 producidos por Goodyear Aircraft, y 136 por la compañía Brewster.
Al Corsair n.º 1500 se le dotó de un motor R-2800-8W, de mayor potencia, que utilizaba la inyección de agua para alcanzar los 2250 hp; se le asignó la denominación F4U-1A (FG-1A para los fabricados por Goodyear sin alas plegables, y F3A-1A para los construidos por Brewster). Por entonces la visión del piloto se había mejorado con una pequeña burbuja en el techo de la cubierta deslizable, seguida por la sustitución de la "jaula pajarera" original por una cabina más alta, que mejoraba la visión.
El F4U-1B fue una variante para la Armada Británica; el F4U-1C, un lote de 200 aparatos con cuatro cañones de 20 mm AN/M2 (Hispano).
El F4U-1D fue el primer modelo con soportes bajo las secciones internas de los planos para dos depósitos lanzables de 606 l cada uno o dos bombas de 454 kg, una carga excepcional para un caza.
Doce F4U-1 fueron reconstruidos como cazas nocturnos F4U-2, con solo cuatro ametralladoras pero equipados con radar, piloto automático y otros mecanismos especiales; estos Corsair fueron los primeros cazas navales nocturnos y consiguieron un destacado palmarés de combate operando desde portaaviones y aeródromos costeros.
El vuelo desde portaaviones continuaba prohibido por la Armada, pero los 212 Corsair suministrados bajo la Ley de Préstamo y Arriendo a la Marina británica actuaron desde 1943 como cazas embarcados. En abril de 1944 entraron en combate desde el HMS Victorious y el HMS Illustrious, el primero contra el acorazado Tirpitz en aguas noruegas, y el segundo en Sumatra. Los británicos recortaron en 20,3 cm los planos para facilitar su alojamiento en los hangares bajo cubierta en los portaaviones menores, y a pesar de esta reducción del área alar, el Corsair fue autorizado para realizar operaciones desde cubierta.
Las designaciones para estos aparatos en el Arma Aérea de la Flota fueron: Corsair Mk I (F4U-1), Corsair Mk II (F4U-1A), Corsair Mk III (F3A-1D) y Corsair Mk IV (FG-1D). También la Real Fuerza Aérea de Nueva Zelanda (RNZAF) se equipó con ejemplares del FG-1D.
Entre tanto, se habían ejecutado en el F4U-1 no menos de 500 cambios mayores y 2500 menores durante la producción de 4102 ejemplares por Vought, 3808 por Goodyear y 735 por Brewster.

### Desarrollo continuo
Solo se construyeron unos pocos cazas F4U-3, para grandes altitudes, provistos de un motor XR-2800-16 con turbosobrecompresor, y con toma dinámica de presión mediante un amplio conducto ventral.
En cambio, el F4U-4 fue el último modelo producido en serie durante la guerra. Las novedades, relativamente secundarias, consistían en un nuevo motor R-2800-18W o -42W (de una potencia de 2450 hp con inyección de agua, que propulsaba una hélice cuatripala Hydromatic), y el desplazamiento de la toma de aire del carburador desde el borde de ataque alar hasta una nueva abertura bajo el motor, lo que obligó a resituar los escapes.
El F4U-4B tenía cuatro cañones M3, y todos los F4U-4 podían llevar cualquiera de las profusas cargas externas por entonces disponibles, incluyendo ocho cohetes de 12,7 cm o dos de los monstruosos cohetes Tiny Tim de 29,84 cm. El F4U-4 estaba siendo fabricado por Vought a un ritmo de 300 al mes hacia 1945, y continuó en producción hasta 1947, en que la cifra total alcanzó los 2365 entregados.
Al terminar la guerra el F4U había realizado 64 051 salidas, con un palmarés de combate de 2140 aviones enemigos destruidos en combate aéreo (más otros tantos destruidos en tierra), por unas bajas de solo 189 Corsair.
A diferencia de muchos otros cazas con motor de émbolo, el F4U continuó un apretado programa de desarrollo y producción después de la guerra. El 4 de abril de 1946, Chance-Vought Aircraft voló el XF4U-5, propulsado por el R-2800-32W con un sobrecompresor de dos etapas de velocidad variable, e identificable visualmente por las tomas de aire parejas en el anillo del capó, en lugar de la toma ventral anterior. Por fin, toda el ala se revistió en metal, disminuyendo drásticamente la resistencia parásita, y se añadieron compensadores por muelle en los timones de profundidad para reducir el esfuerzo del piloto a las altas velocidades ahora alcanzables. El puesto de pilotaje, bastante mejorado ya en el F4U-4, fue modernizado y la cubierta se abombó hacia los lados para mejorar el campo de retrovisión.
Se añadió un sistema de calefacción de la cabina y deshielo del parabrisas, así como calentadores eléctricos para los compartimientos de las ametralladoras y el tubo pitot. Más decisiva fue la instalación del motor en un ángulo 2,75° más bajo, para mejorar la estabilidad y el campo de visión frontal. El armamento comprendía el cañón M3 en número de cuatro y una amplia gama de armas subalares.
Como en el F4U-4, existieron las versiones F4U-5N de caza nocturno con radar y F4U-5P de reconocimiento fotográfico; el duro invierno de Corea condujo a la variante posterior F4U-5NL, un caza nocturno con equipos de deshielo del tipo flexible Goodrich en los bordes de ataque de plano y cola, zapatas anti-hielo en las hélices y sistema térmico de deshielo del parabrisas mejorado. Vought produjo 101 ejemplares de este modelo especial para invierno, así como 223 del cazabombardero diurno básico F4U-5, 214 cazas nocturnos F4U-5N y 30 F4U-5P.

### Bombardero táctico
En 1950, Vought comenzó a estudiar una versión del Corsair especializada en ataque al suelo, y consiguió un contrato para el F4U-6 en enero de 1951. Cuando tuvo lugar el primer vuelo, en enero de 1952, el F4U-6 había sido redesignado AU-1. El motor era un R-2800-83WA con un sobrecompresor simple que proporcionaba gran potencia a baja cota, y sin tomas de aire auxiliares alrededor del capó. Los radiadores de aceite se habían colocado más adentro para reducir la vulnerabilidad, y todo el avión disponía de la mayor protección posible contra el fuego antiaéreo enemigo. A pesar de ello, el peso total cargado era el mismo que el del caza F4U-5 (5851 kg normal y 6032 kg máximo), con posibilidad de sobrecarga en despegue de hasta 8799 kg, lo que suponía más de 2000 kg de carga ofensiva bajo las alas y el fuselaje, además de los depósitos lanzables. Durante la guerra de Corea, los cazas F4U-5 e incluso los antiguos F4U-4 realizaron regularmente misiones de combate con un depósito de 1136 l y 907 kg de bombas. Sin depósitos, el AU-1 podía transportar cargas mayores; la disposición común era de dos bombas de 454 kg en las secciones internas, y seis de 227 kg en los restantes soportes subalares; se construyeron 111 unidades.

## Historia operacional

### Segunda Guerra Mundial: Estados Unidos

#### Armada

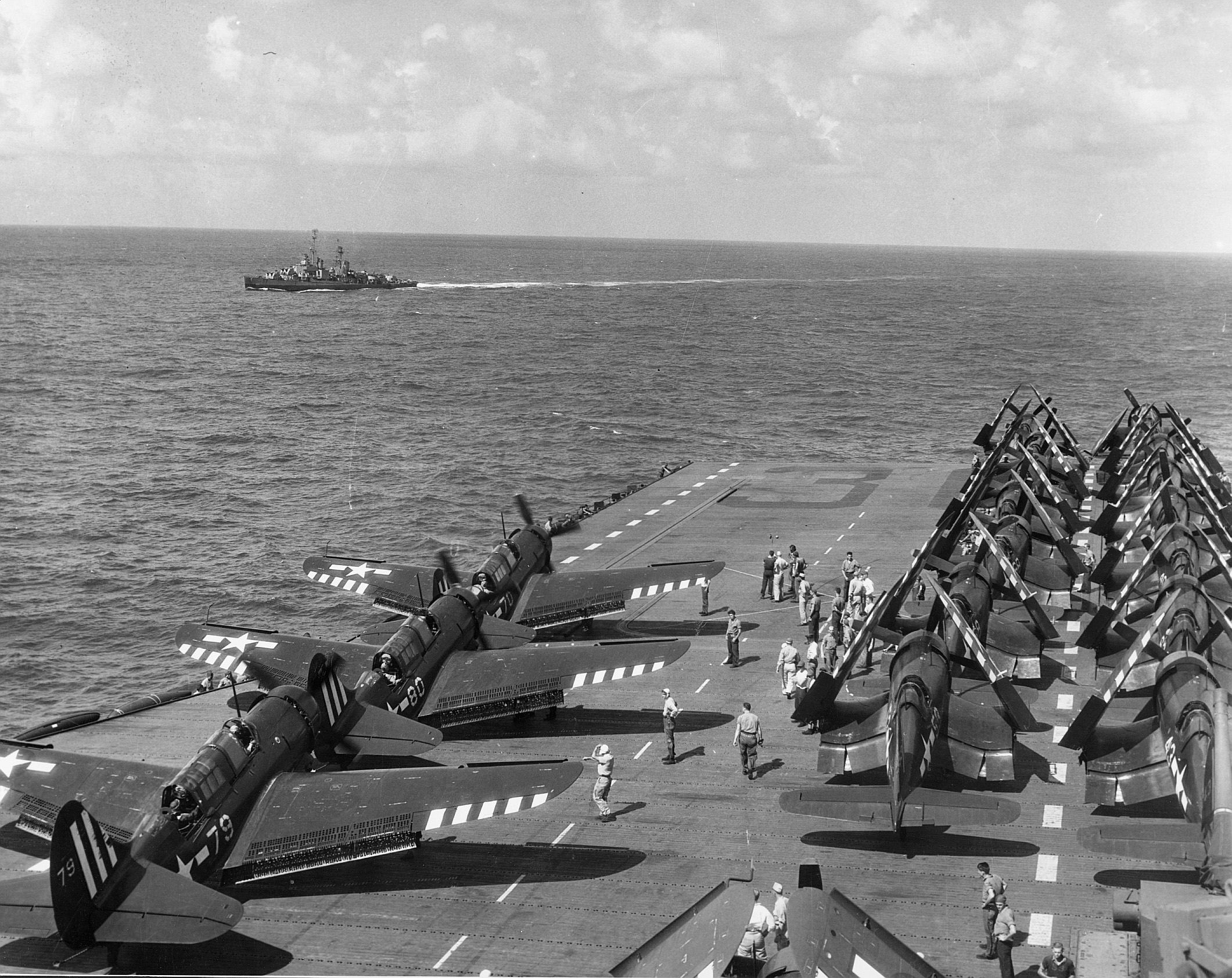
Aviones Curtiss SB2C-5 Helldiver del VB-89 y Vought F4U Corsair del VF-89 en la cubierta del USS Antietam en 1945.

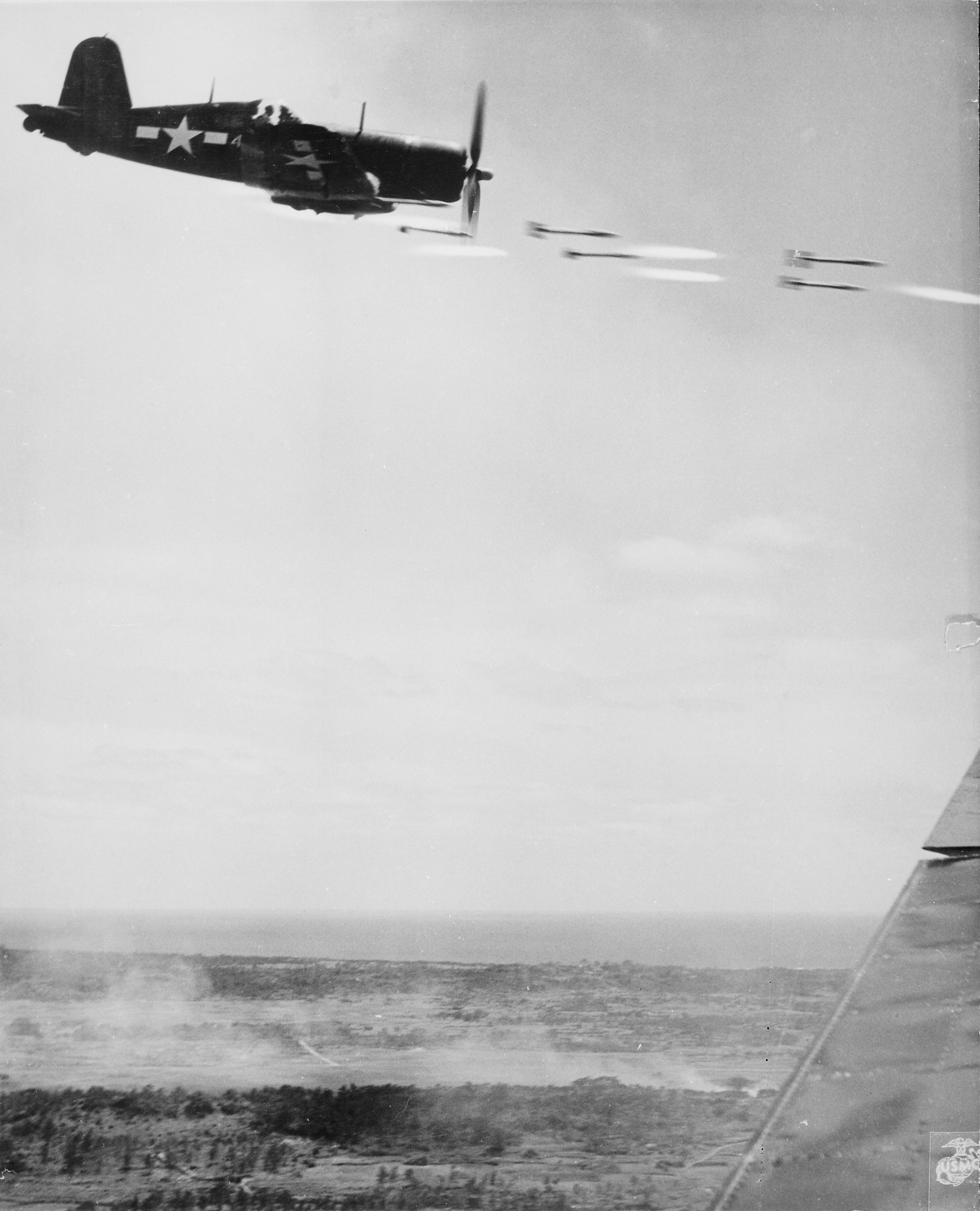
Un Corsair dispara sus cohetes sobre posiciones japonesas en Okinawa.

La primera unidad en recibir el F4U fue el VF-12. Mientras se adiestraba a bordo del USS Sangamon, fue cuando comenzaron a salir a la luz los problemas para el apontaje en portaaviones. La Armada decidió facilitar la logística y no duplicar las exigencias de mantenimiento en los portaaviones teniendo dos modelos de caza embarcado. El F6F Hellcat fue el elegido para portaviones y los Corsair se desplegaron en bases terrestres, compartiendo con los Corsair de los Marines las infraestructuras de mantenimiento. Varios de los escuadrones no embarcados de la Armada comenzaron a recibir el avión, aunque recibieron poca atención de la prensa por sus remotas localizaciones y trabajo de perfil bajo. Los escuadrones de caza de la Armada basados en tierra realizaban misiones de caza consistentes en escolta de bombarderos (del Ejército, Marines o Armada) o protección de los portaviones cuando estos atacaban bases japonesas, dejando así libres a los escuadrones embarcados de F6F Hellcat para escoltar a los aviones de ataque.
En defensa de la decisión de la Armada de dar prioridad al F6F como caza embarcado, hay que indicar que en aquel momento, por el precio de 3 Corsair, la Armada podía comprar 5 Hellcat. Además, el F6F era más sencillo de pilotar, lo que facilitaba incorporar a los cientos de pilotos noveles con pocas horas de vuelo que llegaban al combate. Como buen producto Grumman, el F6F tenía además de una adecuada agilidad y una robustez sobresaliente para hacer frente al enemigo y aguantar daños en combate.
El primer escuadrón de Corsair de la Armada en realizar operaciones de combate fue el VF(N)-75 de caza nocturna, que comenzó a operar en septiembre de 1943 desde el aeródromo de Munda, Nueva Georgia. Para entonces, los Corsair de los Marines llevaban luchando en las Salomón desde hacía más de medio año. Poco después llegó el VF-17 Jolly Rogers, que en los meses siguientes de combates demostró de lo que eran capaces los Corsair.
El primer aterrizaje en portaviones en una misión de combate sucedió de manera no planificada, en noviembre de 1943, cuando los aviones del VF-17 realizaban una misión de protección de la flota y aterrizaron en el USS Essex y el USS Bunker Hill y decidieron usar el portaviones para repostar por iniciativa propia. No fue hasta enero de 1945 que los Corsair comenzaron a operar embarcados; ante la amenaza de los kamikazes, las preocupaciones logísticas perdían importancia por la necesidad de cazas. Irónicamente, siendo las operaciones nocturnas desde portaviones las más difíciles, cuando la Armada finalmente introdujo el Corsair en servicio como avión embarcado, lo hizo primero como caza nocturno.
Uno de los escuadrones Corsair más famosos de la Armada fue el VF-17 Jolly Rogers. En los cinco meses en que estuvo operativo, reclamó 152 aviones derribados, por combates o accidentes. En combate aéreo lograron una relación 8:1. El VF-17 tuvo 12 pilotos que lograron la condición de ases por derribar cinco o más aviones enemigos. El escuadrón reclamaba que ningún avión a los que escoltaron fue derribado por cazas enemigos.

#### Infantería de Marina

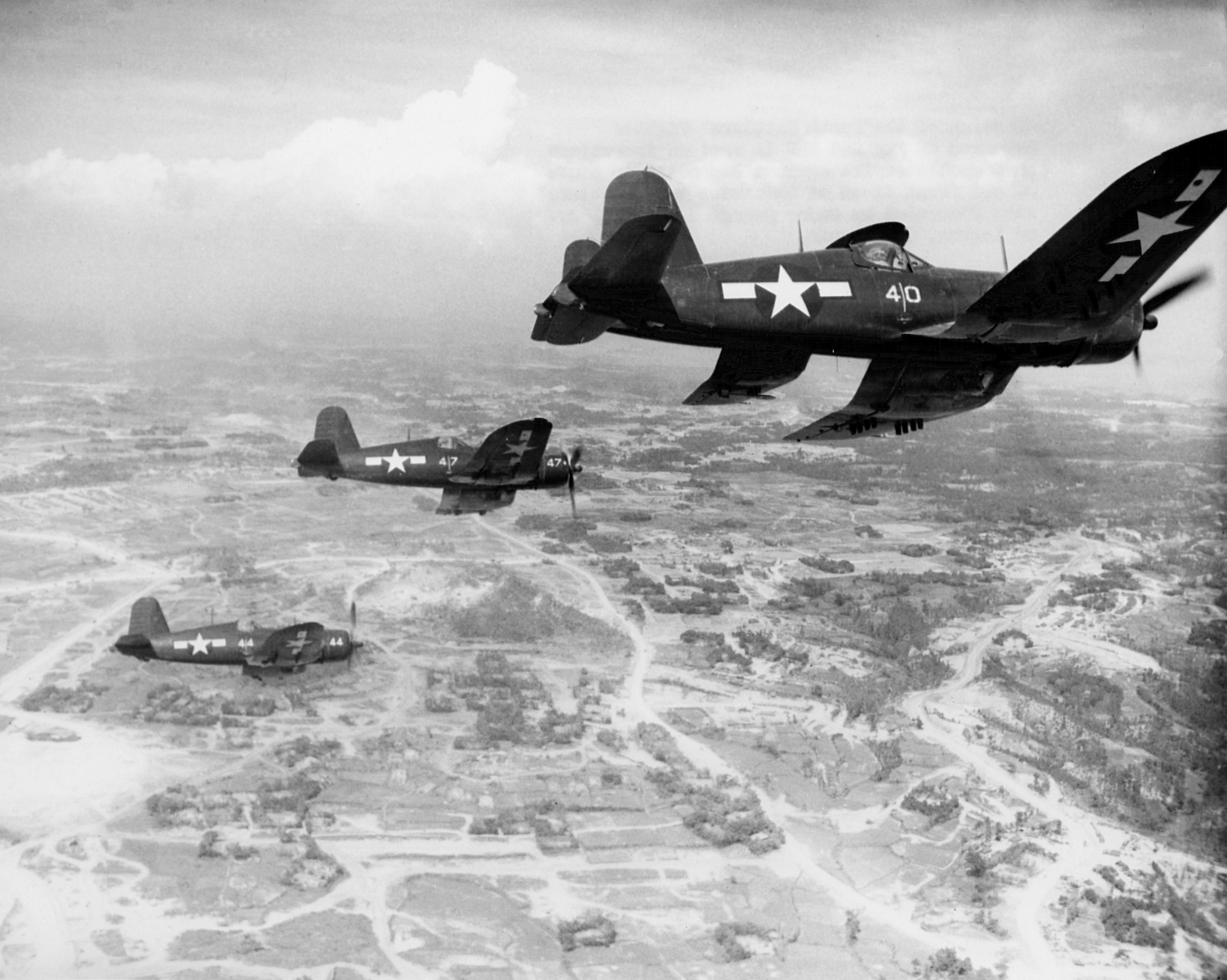
Aviones FG-1D del VMF-323 sobre Okinawa en 1945.

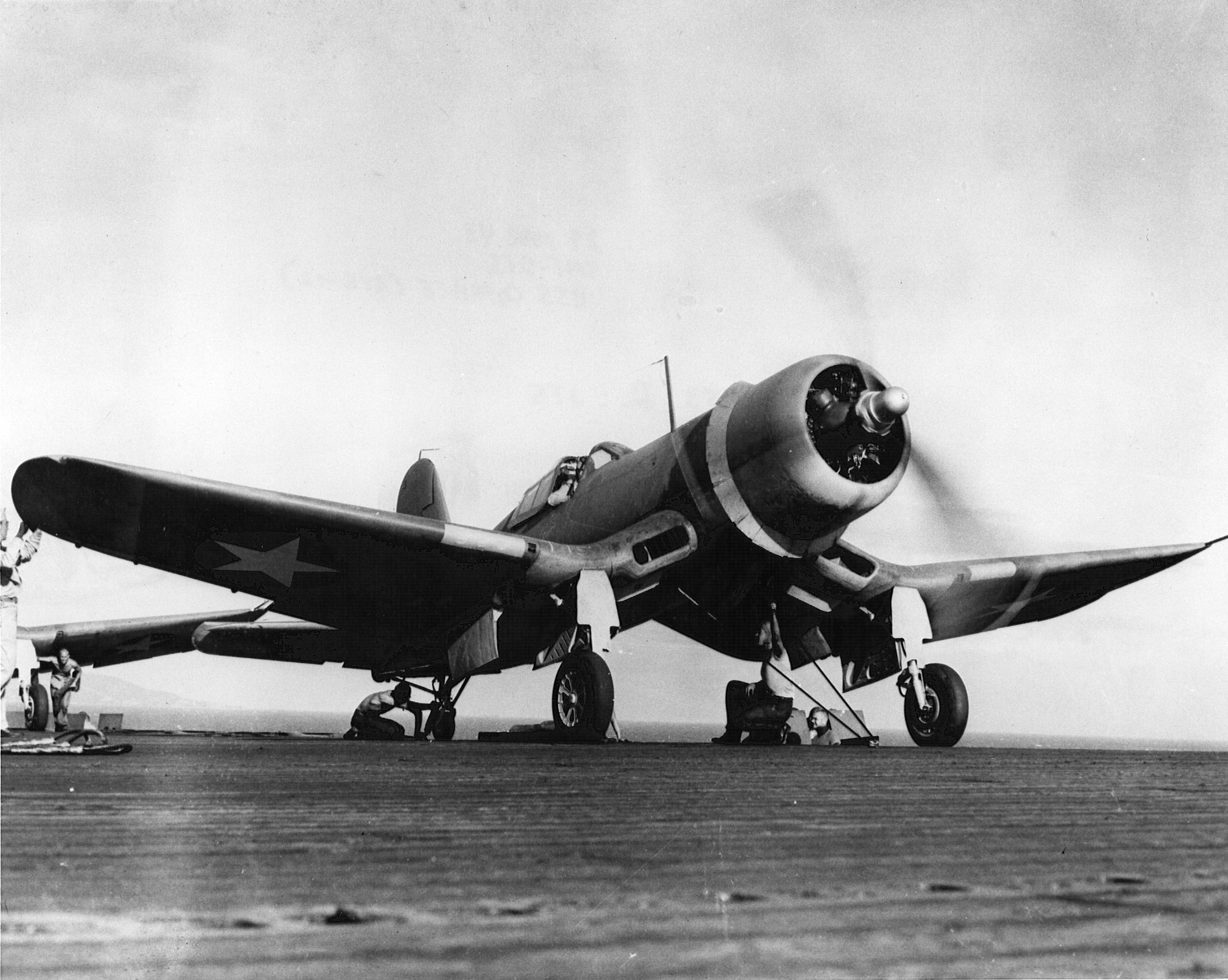
Un F4U-1 Corsair del VMF-213 calienta motores en la cubierta del portaviones de escolta USS Copahee (CVE-12), 29 de marzo de 1943.

Los escuadrones de caza del USMC tenían asignada la misión de combate aéreo, patrullas aéreas de combate (CAP por sus siglas en inglés), ataques a buques de superficie, escolta a grupos de bombardeo y apoyo aéreo cercano a las fuerzas terrestres (CAS). Su principal misión en el Pacífico era apoyar las operaciones anfibias y el avance tierra adentro. La intención inicial era que las unidades de cazas operaran desde portaaviones, pero la realidad se impuso y empezaron a operar con sus F4U desde bases terrestres.
Los problemas con el F4U hicieron que no fuera inicialmente aceptado como caza embarcado. La Armada decidió equipar a sus escuadrones de caza embarcados exclusivamente con el F6F Hellcat y así solo dar apoyo logístico a un único modelo de caza. Así que, de repente, la producción del Corsair quedaba liberada. Los Marines necesitaban un caza moderno y dado que la Armada y las USAAF tenían prioridad al recibir equipo, estuvieron más que encantados de recibir los primeros lotes del F4U. Los escuadrones equipados con Corsair de los Marines, el primero fue el VMF-124, operaron desde aeródromos de campaña en las islas del Pacífico. El VMF-124 empezó a operar desde Guadalcanal y realizó su primera misión el 13 de febrero de 1943, escoltando a los PB4Y que atacaban Bougainville. Con la experiencia duramente ganada en combate, el VMF-124 aprendió que sus F4U podían superar en al Zero en todos los aspectos, excepto en maniobrabilidad a baja velocidad y ascensión a poca velocidad. En poco más de tres meses los 8 escuadrones de caza del USMC en las Salomon contaban con F4U Corsair. Para finales de 1943, todo el mundo sabía que el F4U era el mejor caza del Pacífico. Al final de la guerra, algunos escuadrones de caza del USMC se embarcaron para reforzar la defensa frente a los kamikazes, ya que el F4U, por su gran velocidad de ascenso y velocidad, era el avión más adecuado para interceptación.
La Infantería de Marina también descubrió que el Corsair era un excelente avión de ataque al suelo, tan necesario para la campaña que se luchaba en el Pacífico. Primero se realizaron experimentos sobre el terreno para armarlo con bombas. Luego se incorporaron de serie soportes para armamento. Su armamento de 6 ametralladoras de 12,7 mm, soportes subalares para 8 cohetes HVAR y 2 bombas de 454 kg, más un depósito auxiliar de combustible o una bomba de 900 kg, hacían del F4U un avión con una autonomía y capacidad de ataque sobresalientes para la época. En Iwo Jima y Okinawa, el Corsair tuvo un papel decisivo apoyando a los marines en tierra. Aparte de estas, hubo muchas otras batallas, como en Peleliu, los Corsair proporcionaron apoyo aéreo a los marines. A sacar el máximo partido al Corsair como avión de ataque contribuyó Charles Lindbergh, que en 1944 pasó por el teatro del Pacífico y participó en algunas misiones como piloto de Corsair. 
Hacia finales de 1944 se embarcaron los Corsair en portaviones de escolta para dar apoyo aéreo a los asaltos anfibios, tras numerosas solicitudes del general Vandergrift, que quería aviones del USMC para dar apoyo aéreo a los Marines. Más tarde entraron también en acción a bordo de los portaaviones de ataque, como los escuadrones VMF-124 y VMF-213 que a bordo del USS Essex participaron en enero de 1945 en los ataques contra puertos y aeródromos de Indochina.

### Segunda Guerra Mundial: Commonwealth

#### RNZAF
A mediados de 1943, los Corsair fueron comprados por Nueva Zelanda. Se emplearon para atacar a los japoneses en las Indias Orientales Neerlandesas (Indonesia). Hasta trece escuadrones del RNZAF estuvieron equipados desde 1944 con F4U-1A, F4U-1D y FG-1D, en total 424 aparatos. De estos se perdieron 150 aviones, aunque la mayor parte en accidentes, ya que tan solo 17 fueron perdidos en combate.

#### Fleet Air Arm (FAA)

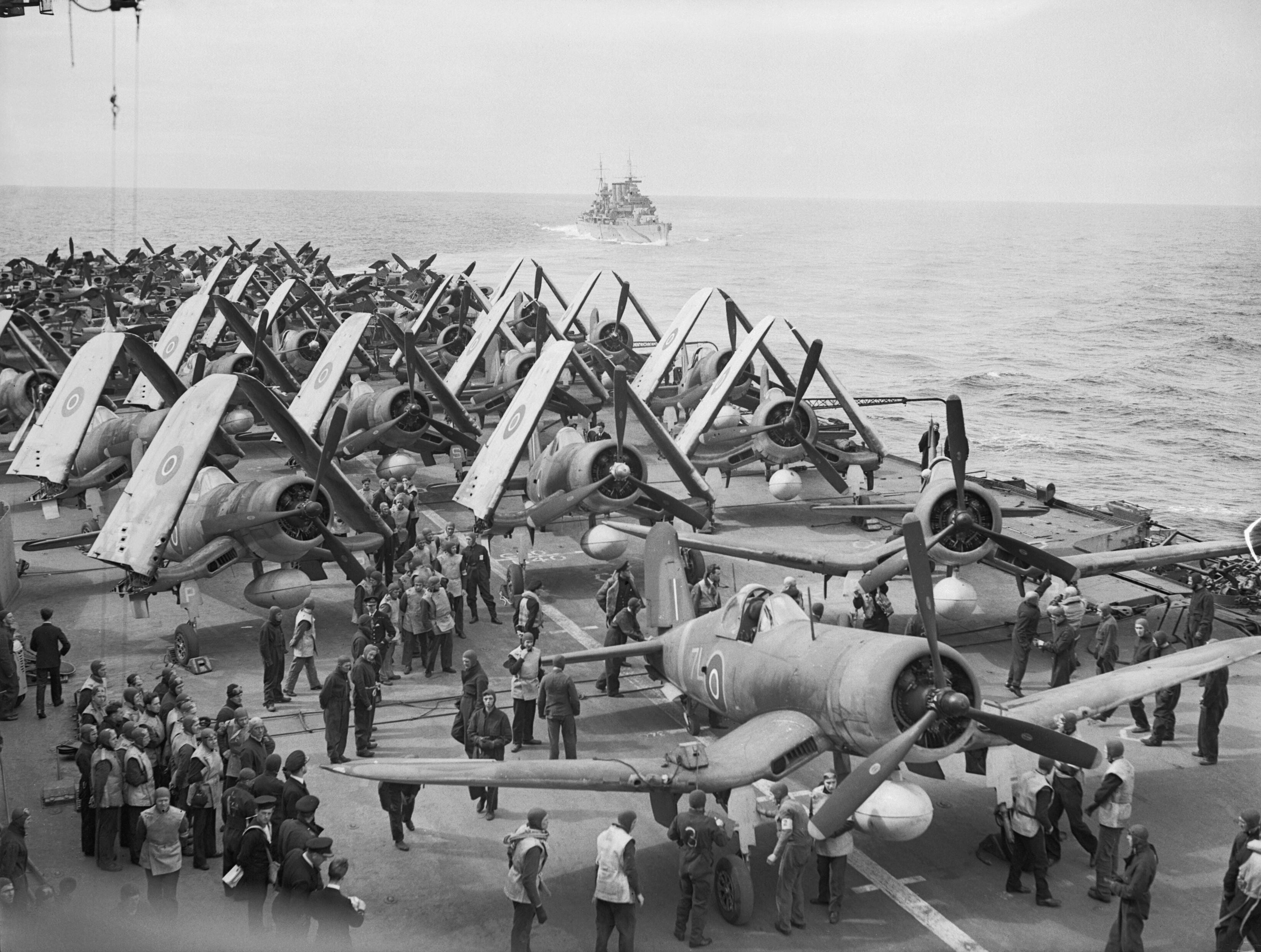
Aviones Fairey Barracuda junto a F4U en la cubierta del HMS Illustrious.

También fueron comprados por la Armada Real. Los ingleses buscaban un caza moderno embarcado con que reemplazar o reforzar a sus Seafire, Fulmar, Martlet y Sea Hurricane para ponerse a la altura de los aviones embarcados japoneses, y de paso equipar a una flota de portaviones en expansión, debido a la batalla del Atlántico. Los pilotos se entrenaron en Estados Unidos y en 1943 se formó el primer escuadrón.
Los Corsair ingleses fueron aceptados para el servicio en portaaviones antes que en Estados Unidos. Los pilotos de la Armada Real buscaron la mejor manera de bregar con los problemas del F4U en el aterrizaje, habiendo sido sus soluciones copiadas por la Armada estadounidense. Los ingleses optaron por Corsair con las puntas de las alas recortadas, ya que de otro modo no podían plegarse porque tocaban el techo del hangar de sus portaviones. Esta modificación parece haber mejorado las prestaciones al apontar en portaviones. Su bautismo de fuego en Asia fueron las incursiones contra Indonesia y la Isla de Nicobar, en el Océano Índico. Antes, la Marina Real Británica había embarcado Corsair en el portaaviones HMS Victorious, que participaron en ataques sobre Noruega, entre ellos el raid contra el acorazado alemán Tirpitz.
La Fleet Air Arm llegó a contar con 18 escuadrones equipados con Corsair. Los F4U se recibieron sin apenas modificaciones, solo equipos de radio británicos. En 1946 se empezaron a retirar de servicio.

### Victorias en Corea

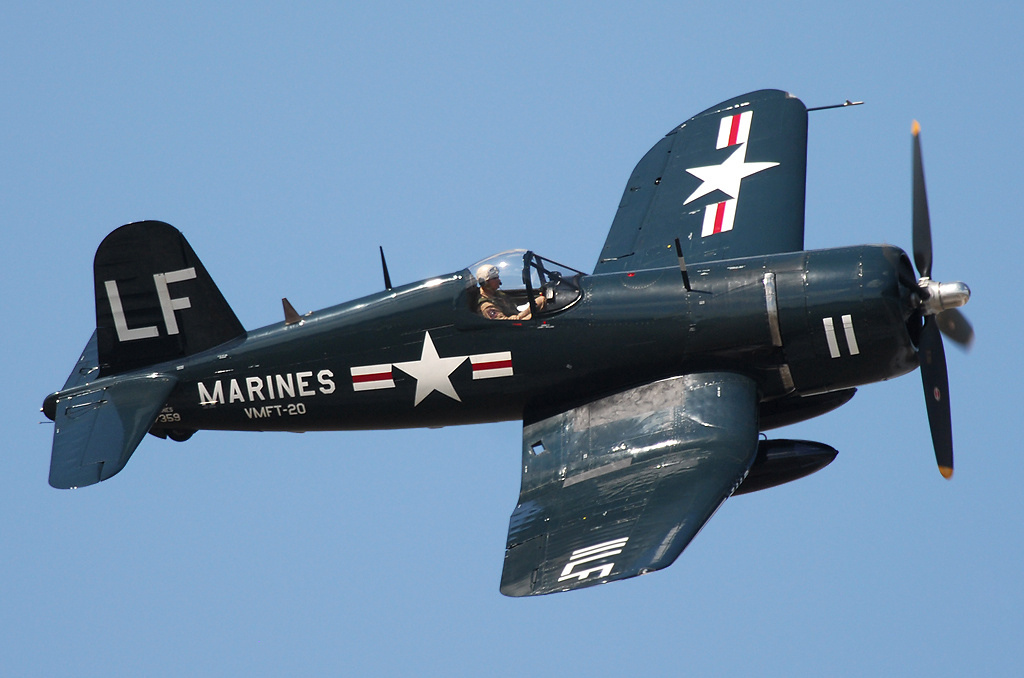
Un F4U-4 Corsair restaurado de la época de la guerra de Corea con los emblemas del Cuerpo de Marines de Estados Unidos.

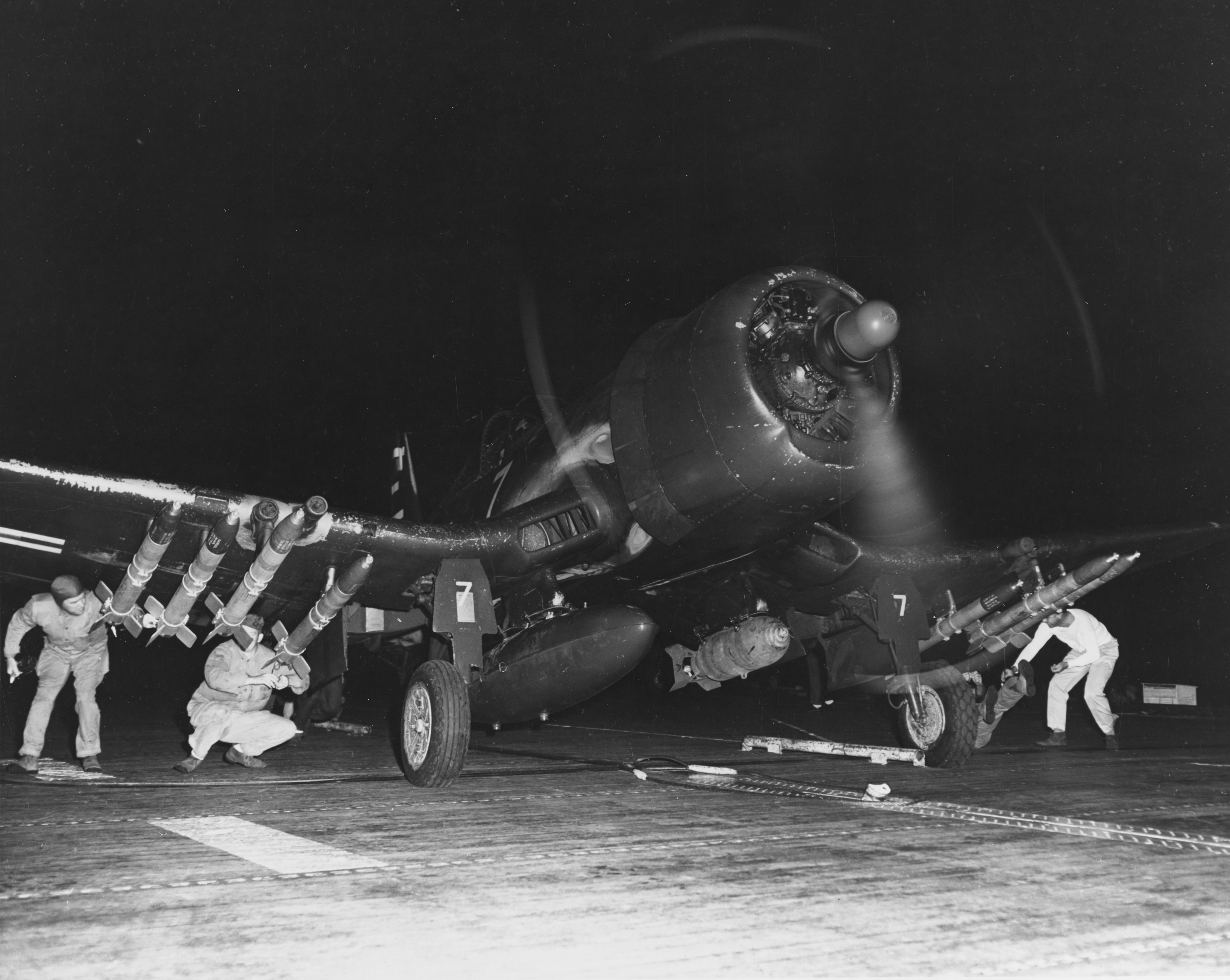
Un F4U-4B Corsair cargado con cohetes y bombas a punto de despegar del portaaviones USS Sicily (CVE-118) durante la guerra de Corea, 1950.

Durante la guerra de Corea, los Corsair consiguieron varias victorias en combate aéreo. Utilizando el radar APS-19A, los cazas nocturnos eran capaces de interceptar y destruir los lentos aviones norcoreanos Yakovlev Yak-18 y Polikarpov Po-2 utilizados para hostigamiento nocturno. El Corsair se encontró también con frecuencia con el Mikoyan-Gurevich MiG-15, y se apuntó su primera victoria sobre un reactor de alas en flecha en agosto de 1952 (aunque en esta ocasión, el F4U fue asimismo derribado por otro MiG segundos después).
Vought entregó el último de los 111 AU-1 Corsair en octubre de 1952, pero no cerró la línea de producción. Desde 1949 la compañía, separada de la United Aircraft, se había reinstalado en una factoría en Dallas, Texas, y allí se construyeron todos los Corsair utilizados en Corea. El último modelo sería para la Aéronavale francesa, que necesitaba un avión táctico polivalente para utilizarlo en Indochina. El resultado fue el F4U-7, básicamente un F4U-4 con el motor -18W y el ala del AU-1, capaz por tanto de transportar las mismas pesadas cargas ofensivas.

### Aéronavale

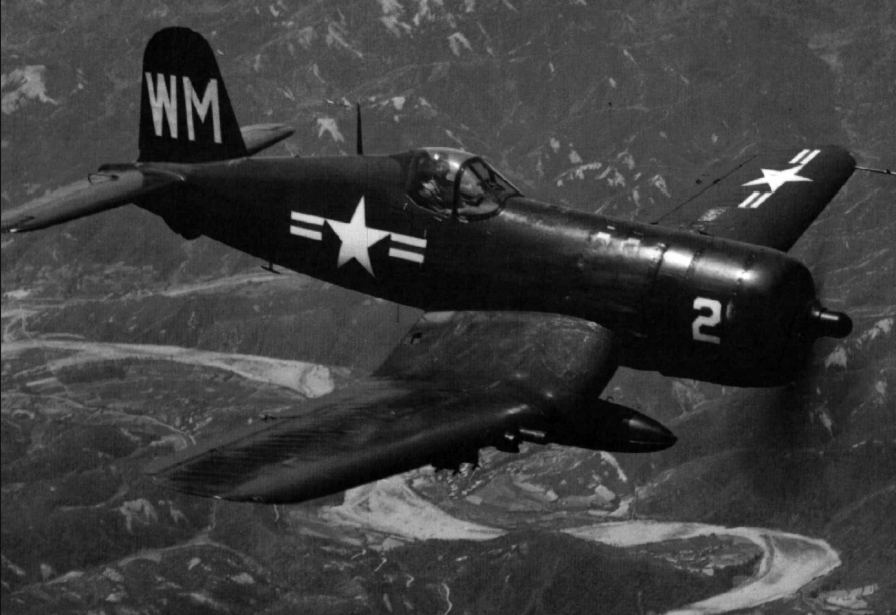
Un F4U-5 sobre Corea en 1952.

La Aéronavale Francesa llevaba tiempo buscando un nuevo avión para operar desde sus portaaviones en el conflicto de Indochina. Hasta entonces se operaban Seafire Mk.III y Hellcat excedentes de la guerra, siendo la búsqueda de repuestos cada vez más difícil. Los Corsair optimizados para ataque al suelo, basados en los AU-1 empleados en Corea, recibieron la designación F4U-7. El F4U-7 encajaba como un guante con las necesidades francesas de ataque al suelo.
En 1953, Estados Unidos autorizó la venta a Francia, que los emplearía en combate en la Indochina francesa, Argelia y la Crisis de Suez. Los franceses recibieron 94 F4U-7 nuevos bajo el Programa de Ayuda y Defensa Mutua, entregándose el último en enero de 1953. Había salido de las líneas de fabricación de Dallas el mes anterior, y fue el último de los 12 571 Corsair construidos y también el último de los cazas de motor de émbolo en producción en el mundo, con las únicas excepciones del S-49 yugoslavo (construcción bajo licencia del Yakovlev Yak-9) y el español Hispano Aviación 1112 Buchón.
Los Corsair sirvieron en los escuadrones 12.F, 14.F, 15.F y 17.F, tanto desde los portaaviones Arromanches y Lafayette como desde las bases navales de Hyères y Bizerta. Además del armamento americano, los franceses también armaron sus F4U-7 con cohetes SNEB, cohetes T-10 y bombas francesas de 100 kg. Se llegó incluso a evaluar su empleo como plataforma del misil SS-11.
Los Corsair fueron entregados entre mediados de 1952 y enero de 1953. En octubre de 1952, varios pilotos franceses fueron enviados a Estados Unidos para formarse en operar el avión. El escuadrón 14.F fue el primero en recibir el Corsair. Desde enero de 1953 hasta abril de 1954, el 14.F realizó una rotación de combate en Indochina, basado en tierra ante la falta de portaviones. Curiosamente los aparatos empleados en Vietnam por el 14.F fueron 25 AU-1 ex-USMC, en un estado lamentable tras haber pasado por Corea. Con esfuerzo y mostrando gran habilidad, los técnicos lograron poner 16 aviones en estado de vuelo. Además de misiones de apoyo a Dien Bien Phu, se realizaron ataques contra ferrocarriles, puentes y en general contra cualquier objetivo del Vietminh hasta el alto el fuego el 20 de julio de 1954. Los franceses perdieron dos pilotos y seis Corsair debido al fuego antiaéreo.
Los Corsair volaron misiones de combate durante la guerra de Argelia, desde las bases aéreas de Télergma, Oran y Bizerta y también desde el portaviones Bois-Belleau. Las misiones en Argelia eran sobre todo apoyo aéreo, ataque, reconocimiento y misiones de escolta de helicópteros. De nuevo, algunos AU-1 aparecieron en escena, esta vez comprados de excedentes en Estados Unidos para cubrir perdidas en Argelia.
En 1956, los 36 Corsair del 14.F y 15.F, embarcados en los portaaviones Arromanches y Lafayette, participaron en el ataque al canal de Suez. La operación comenzó el 1 de noviembre de 1956, y, dos días más tarde, 20 F4U-7 atacaron el aeródromo de El Cairo.

### Honduras vs. El Salvador (1969)
Durante la guerra entre Honduras y El Salvador, un F4U-5 de matrícula FAH-609, al mando del capitán Fernando Soto Henríquez, logró el derribo de tres aviones, un Cavalier F-51 (FAS-404), al mando del capitán Douglas Vladimir Varela Moreno (fallecido), y dos FG-1D (FAS-203 y FAS-204), cada nave a los mando del capitán Salvador Cezeña Amaya y del capitán Guillermo Reynaldo Cortes (ambos fallecidos), el 17 de julio de 1969. Convirtiéndose este en el último combate en una guerra convencional entre dos aviones de pistón en el mundo, llegando también así el capitán Soto en ser el único piloto en América Latina en acreditar 3 derribos en el continente. El Corsair voló por última vez al mando del mismo capitán Soto en 1982 y fue declarado años después monumento nacional; hoy se exhibe en el Museo del Aire Hondureño. En el año 2003, el ya retirado coronel Soto Henríquez fue declarado héroe nacional, falleciendo el 24 de junio del año 2006.

### Argentina
Desde 1955, los Corsair operaron en la Armada Argentina. Hasta 26 Corsair de los modelos F4U-5, F4U-5N y F4U-5NL llegaron a Argentina. Con los aviones se estableció la Flotilla de Combate en la Base Aeronaval Punta Indio. La unidad estaba compuesta por la Escuadrilla de Combate (F4U-5) y la Escuadrilla de Combate Nocturno (F4U-5N y F4U-5NL). Los aviones operaron embarcados desde el portaviones ARA Independencia (V1) y desde bases de la Armada durante más de diez años. 
Durante el alzamiento de abril de 1963, los F4U efectuaron ataques en la zona de Punta Indio y Magdalena, perdiéndose un avión y resultando varios con daños. En noviembre de 1965, los F4U aún operativos fueron desplegados a Río Gallegos por los incidentes con Chile en Laguna del Desierto (Santa Cruz).
Solamente ha sobrevivido un F4U-5, que se exhibe en el Museo Aeronaval, en la Base Cte. Espora. Otro Corsair fue vendido en 1994 a Francia, donde fue transformado en un F4U-7 Corsair de la Aeronavale, por la Association Francais d'Avions Historiques.

## Variantes

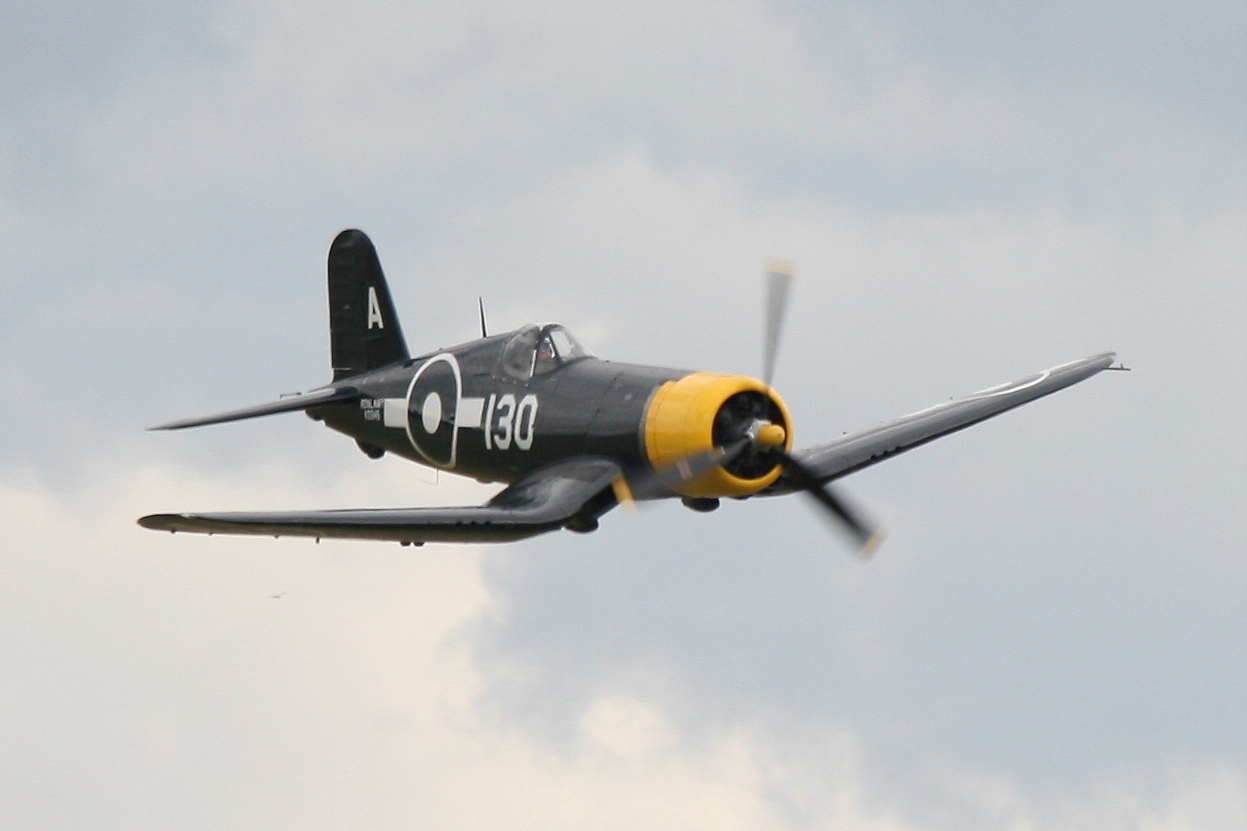
Un FG-1D Corsair volando en 2008.

F4U-1B
Denominación estadounidense de los aviones entregados a Gran Bretaña bajo la Ley de Préstamo y Arriendo.
F4U-1C
Versión con 4 cañones de 20 mm montados en el ala en lugar del armamento normal de 6 ametralladoras.
F4U-1D
Versión con motor R-2800-8W con inyección a agua y armamento revisado (producida también por Brewster y Goodyear como F3A-1D y FG-1D, respectivamente).
F4U-1P
Variante de reconocimiento fotográfico del F4U-1.
F4U-2
Versión de caza nocturna; todas las reconversiones realizadas en la Naval Aircraft Factory, con radar AI y armamento reducido.
F4U-3
Denominación que se dio a un caza de alta cota; el primer prototipo voló en la posguerra, pero los 13 aviones construidos por Goodyear, completados más tarde (bajo la denominación FG-3), fueron utilizados por la Armada estadounidense en vuelos de investigación de alta cota.
F4U-4
Denominación de la segunda versión principal de producción, con motor R-2800-18W o R-2800-42W.
F4U-4C
Variante con 4 cañones de 20 mm en lugar del armamento común.
F4U-4E
Versión de caza nocturna, con radar APS-4 AI.
F4U-4N
Versión de caza nocturna, con radar APS-5 o APS-6 AI.
F4U-4P
Variante de reconocimiento fotográfico.
F4U-5
Cazabombardero posterior a la II Guerra Mundial, con motor R-2800-32W.
F4U-5N
Versión de caza nocturna del F4U-5.
F4U-5P
Variante de reconocimiento táctico de F4U-5.
XF4U-6
Prototipo de la variante de baja cota, con motor R-2800-83W, protección blindada adicional y mayor capacidad de carga de armas; se construyeron 110, con la denominación AU-1.
F4U-7
Versión final de serie, semejante al AU-1, pero con motor R-2800-18W; se construyeron 90 ejemplares, que se entregaron a la Aéronavale francesa a través del MAP (Programa de Ayuda Mutua).
Corsair Mk I
Denominación del Arma Aérea de la Flota para el F4U-1.
Corsair Mk II
Denominación del Arma Aérea de la Flota para el F4U-1A.
Corsair Mk III
Denominación del Arma Aérea de la Flota para el F3A-1D.
Corsair MK IV
Denominación del Arma Aérea de la Flota para el FG-1D.

### F2G "Super" Corsair
Los F2G-1 y F2G-2 eran aviones significativamente diferentes, equipados con el motor radial de 28 cilindros en 4 filas Pratt & Whitney R-4360 "Wasp Major"  y con cabina de burbuja en forma de lágrima, como un interceptor especializado contra ataques kamikaze. Las diferencias entre las variantes -1 y -2 eran que la primera contaba con alas de plegado manual y hélice de 4,3 m de diámetro, mientras que el F2G-2 tenía un sistema de plegado hidráulico, hélice de 4 m de diámetro y gancho de parada para apontar en los portaaviones. Como la Segunda Guerra Mundial estaba llegando a su fin, los problemas de desarrollo que aparecieron llevaron a detener el desarrollo de la serie F2G. Aunque solo llegaron a ser fabricados 10 ejemplares, varios F2G obtuvieron éxito en las carreras después de la guerra, ganando carreras del Trofeo Thompson en 1947 y 1949.

## Operadores

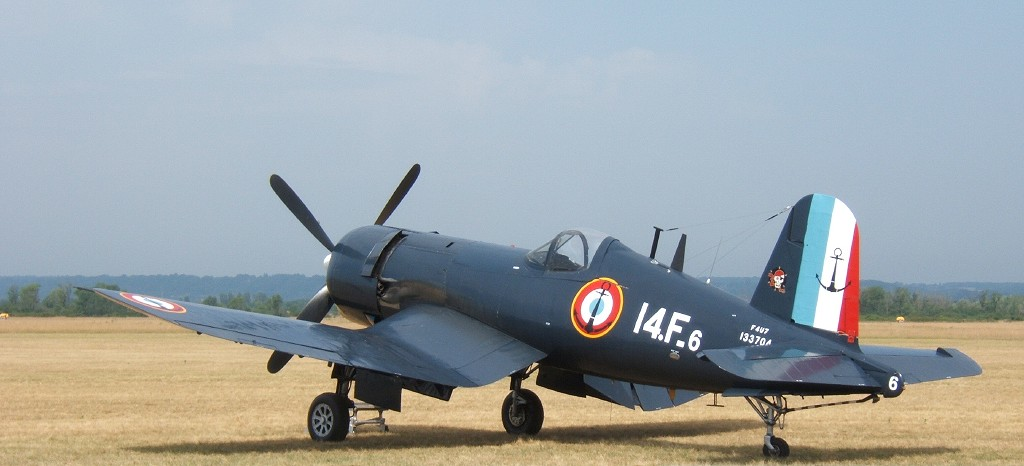
Un F4U-7 Corsair de la 14.F flotilla de la Marina Francesa.

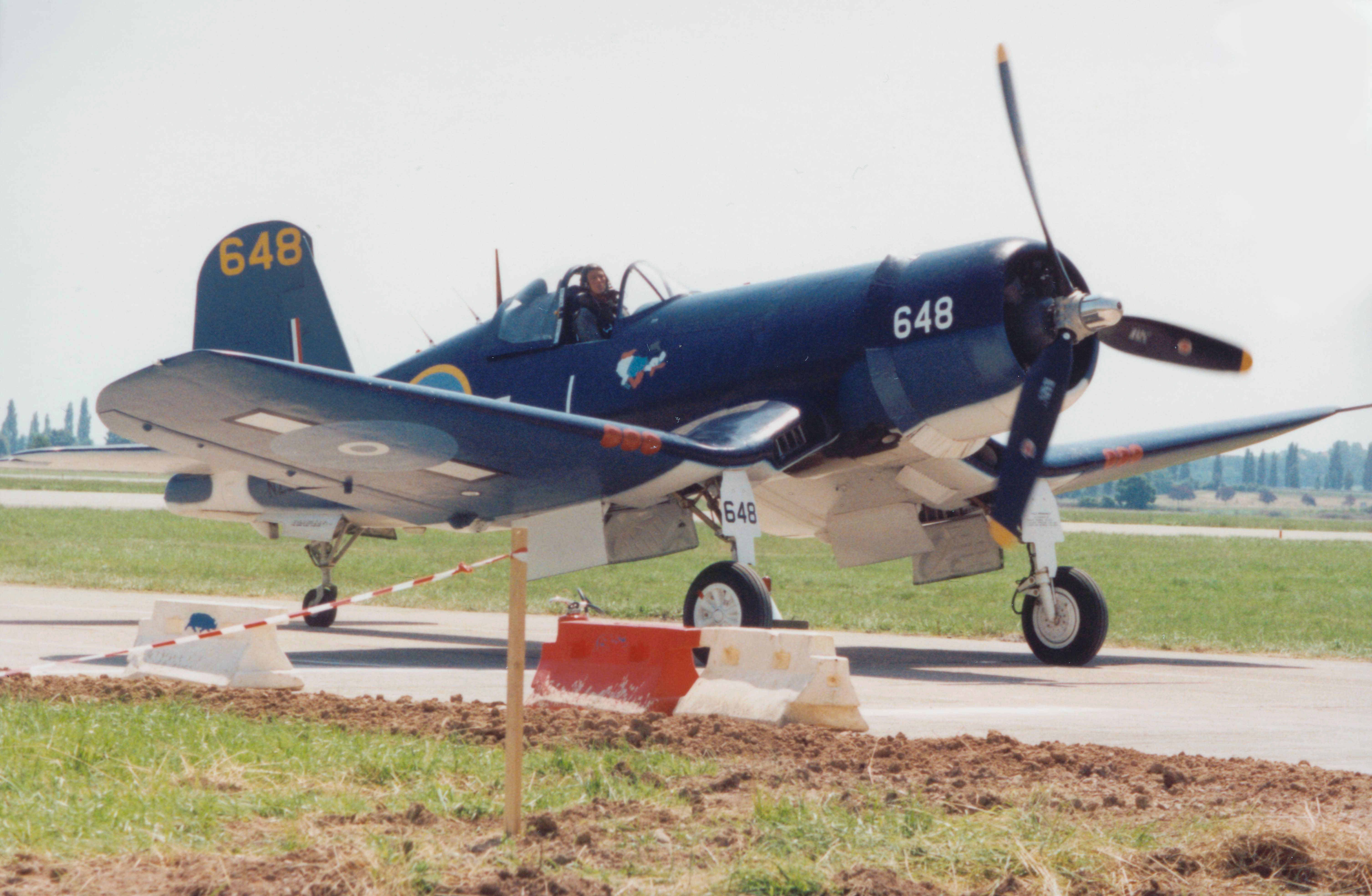
Corsair FG-1D (F4U-1D fabricado por Goodyear) con los distintivos de la Real Fuerza Aérea de Nueva Zelanda.

Argentina
- Armada Argentina

Operó 29 aparatos con el portaviones ARA Independencia (V-1) entre 1956 y 1966.
 El Salvador
- Fuerza Aérea de El Salvador

 Estados Unidos
- Armada de los Estados Unidos
- Cuerpo de Marines de los Estados Unidos

 Francia
- Marina Francesa

 Honduras
- Fuerza Aérea de Honduras

 Japón
- Servicio Aéreo de la Armada Imperial Japonesa (capturados)

 Nueva Zelanda
- Real Fuerza Aérea de Nueva Zelanda

 Reino Unido
- Marina Real Británica

## Cultura popular
- El F4U Corsair aparece como dotación del VMF-214 Blacksheep en la serie de TV "Los Tigres Voladores" (1976-1978), protagonizada por el actor Robert Conrad en el papel de as de la aviación de la Segunda Guerra Mundial Gregory "Pappy" Boyington.
- En la película Aviones de 2013, de Disney, aparece un F4U Corsair llamado Skipper Riley, interpretado por Stacy Keach.
- Este avión aparece en el videojuego Battlefield V.
- El avión aparece en varias versiones del mismo en el videojuego War Thunder, como vehículo investigable en varias naciones.
- En Transformers: la venganza de los caídos, se lo puede ver en un museo.
- Este avión aparece en la película Devotion del año 2022, protagonizada por Jonathan Majors y Glen Powell; este último también ha formado parte de Top Gun: Maverick.
- Aparece en el videojuego Heroes of the Pacific, siendo un avión que el jugador puede usar.

## Especificaciones

### F4U-1A
Referencia datos: Aeroweb

### Características generales
- Tripulación: Uno (piloto)
- Longitud: 10,1 m (33,1 ft)
- Envergadura: 12,5 m (41 ft)
- Altura: 4,9 m (16,1 ft)
- Superficie alar: 29,2 m² (314 ft²)
- Peso vacío: 4073 kg (8976,9 lb)
- Peso cargado: 6300 kg (13 885,2 lb)
- Planta motriz: 1× motor radial de 18 cilindros en dos filas refrigerado por aire Pratt & Whitney R-2800-8W Double Wasp.
  - Potencia: 1677 kW (2312 HP; 2280 CV)
- Hélices: Tripala metálica

### Rendimiento
- Velocidad máxima operativa (Vno): 653 km/h (406 MPH; 353 kt)
- Alcance: 1633 km (882 nmi; 1015 mi)
- Techo de vuelo: 11 200 m (36 745 ft)
- Régimen de ascenso: 16,2 m/s (3189 ft/min)

### Armamento
- Ametralladoras: 

  - 6x M2 Browning de 12,7 mm (.50), cuatro de ellas con 400 proyectiles y las otras dos, con 375
- Bombas: 910 kg (2000 libras)
- Cohetes: 

  - 4x HVAR de 127 mm

### F4U-4
Referencia datos: Aeroweb

### Características generales
- Tripulación: Uno (piloto)
- Longitud: 10,2 m (33,5 ft)
- Envergadura: 12,5 m (41 ft)
- Altura: 4,5 m (14,8 ft)
- Peso vacío: 4174 kg (9199,5 lb)
- Peso cargado: 6653 kg (14 663,2 lb)
- Planta motriz: 1× motor radial de 18 cilindros Pratt & Whitney R-2800-18W Double Wasp.
  - Potencia: 1827 kW (2450 HP; 2484 CV)
- Hélices: Cuatripala

### Rendimiento
- Velocidad máxima operativa (Vno): 718 km/h (446 MPH; 388 kt)
- Alcance: 1617 km (873 nmi; 1005 mi)
- Techo de vuelo: 12 649 m (41 499 ft)
- Régimen de ascenso: 19,7 m/s (3878 ft/min)

### Armamento
- Armas de proyectiles: 

  - 6× Ametralladoras M2 Browning de 12 7 mm (.50), con 400 proyectiles, o
  - 4× Cañones automáticos AN/M2 de 20 mm
- Bombas: 1800kg (4000 lb)
- Cohetes: 8× HVAR de 12,7 cm

## Aeronaves relacionadas

### Desarrollos relacionados
- Goodyear F2G "Super" Corsair
- W.A.R. F4U Corsair

### Aeronaves similares
- Focke-Wulf Fw 190
- Grumman F6F Hellcat
- Grumman F8F Bearcat
- Republic P-47 Thunderbolt
- Nakajima Ki-84
- Kawanishi N1K
- Hawker Sea Fury

### Secuencias de designación
- Secuencia F_A (Cazas de la Armada estadounidense, 1922-1962 (Brewster, 1935-1943)): F2A - F3A
- Secuencia F_G (Cazas de la Armada estadounidense, 1922-1962 (Goodyear, 1942-1962)): FG
- Secuencia F_U (Cazas de la Armada estadounidense, 1922-1962 (Vought, 1922-1962)): FU - F2U - F3U - F4U - F5U - F6U - F7U →
- Secuencia A_U (Aviones de Ataque de la Armada estadounidense, 1946-1962 (Vought, 1922-1962)): AU - A2U